# Sundamys infraluteus
Sundamys infraluteus är en däggdjursart som först beskrevs av Thomas 1888.  Sundamys infraluteus ingår i släktet Sundamys och familjen råttdjur. Inga underarter finns listade i Catalogue of Life.
Arten är nära släkt med Sundamys annandalei och Sundamys muelleri.

## Utseende
Denna stora gnagare når en kroppslängd (huvud och bål) av 229 till 282 mm, en svanslängd av 289 till 343 mm och en vikt av 468 till 643 g. Den har 55 till 61 mm långa bakfötter och 22 till 29 mm stora öron. Den mjuka, långa och svartbruna pälsen på ovansidan övergår stegvis till den mörkgråa pälsen på undersidan med orange nyanser. Huvudet kännetecknas av mörka öron och långa morrhår. Svansen är enhetlig mörkbrun och den är täckt av ett fåtal hår. Hos populationer på Sumatra är tänderna robustare och pälsen mer ullig än hos exemplar från Borneo. Honans spenar är ordnade i par och det finns två på bröstet samt fyra vid ljumsken.

## Utbredning och ekologi
Arten förekommer med flera från varandra skilda populationer på Borneo och Sumatra. Den lever i kulliga områden och i bergstrakter mellan 700 och 2930 meter över havet. Habitatet utgörs av tropiska städsegröna skogar och av bergsskogar. Sundamys infraluteus är nattaktiv och äter gröna växtdelar samt kvistar och bark. Ett exemplar besökte en fälla som hade krabbor som bete. Fortplantningssättet är okänt.

## Hot
I bergstrakternas låga delar påverkas beståndet av skogsröjningar när ved tillverkas eller när jordbruksmark etableras. Populationens storlek är okänd men den antas vara stor. IUCN kategoriserar arten globalt som livskraftig.